# Don Hutchins
Donald Hutchins (sinh ngày 8 tháng 5 năm 1948) là một cầu thủ bóng đá người Anh đã giải nghệ từng thi đấu cho Leicester City, Plymouth Argyle, Blackburn Rovers, Bradford City và Scarborough.